# Équipe du Togo des moins de 17 ans de football
Maillots
L'équipe du Togo des moins de 17 ans est une sélection de joueurs de moins de 17 ans (comme Prince Segbefia, Lalawélé Atakora, Sapol Mani, Camaldine Abraw...) au début des deux années de compétition placée sous la responsabilité de la Fédération du Togo de football. L'équipe a été une fois finaliste de la Coupe d'Afrique des nations des moins de 17 ans et a participé une fois à la Coupe du monde des moins de 17 ans.

## Sélection actuelle
Les joueurs suivants ont été appelés pour disputer la Zone B Coupe des nations de l'UFOA des moins de 17 ans en juin 2024.
Gardiens
- Kalilou Madougou
- Kolman Kiti

Défenseurs
- Komi Ahouankpo
- Kolman Ahondo
- Yazid Kerim Yaya
- Kokou Doto
- Abdoubastou Ousmane

Milieux
- Assion Apeti
- Yasser Dermane
- Abdou-Warissou Tchabana
- Ridwan Bayor
- Joel Astou
- Enock N'Bueke
- Kamarou Aboubakar
- Komi Agbeko

Attaquants
- Rodrigue Hodogbe
- Kolma Dzidziwu
- Abdel Karim Tchagnaou
- Fortune Aleki
- Josué DJREKE

## Parcours en Coupe d'Afrique des nations des moins de 17 ans
- 1995 : Non qualifié
- 1997 : Non qualifié
- 1999 : Non qualifié
- 2001 : Forfait
- 2003 : Forfait
- 2005 : Non inscrit
- 2007 :  Finaliste
- 2009 : Non inscrit
- 2011 : Forfait
- 2013 : Non inscrit
- 2015 : Non qualifié
- 2017 : Non inscrit
- 2019 : Non qualifié
- 2023 : Non qualifié

## Parcours en Coupe du monde des moins de 17 ans
| - 1985 : Non qualifié - 1987 : Non qualifié - 1989 : Non qualifié - 1991 : Non qualifié - 1993 : Non qualifié - 1995 : Non qualifié - 1997 : Non qualifié - 1999 : Non qualifié - 2001 : Non qualifié - 2003 : Non qualifié |  | - 2005 : Non qualifié - 2007 : 1er tour - 2009 : Non qualifié - 2011 : Non qualifié - 2013 : Non qualifié - 2015 : Non qualifié - 2017 : Non qualifié - 2019 : Non qualifié - 2023 : Non qualifié |

## Palmarès
- Coupe d'Afrique des nations des moins de 17 ans :
  - Finaliste : 2007.

## Joueurs connus
- Mani Sapol
- Baba Tchagouni